# Tadg mac Nuadat
Tadg – syn  Nuady, druid i ojczysty dziad Fionn mac Cumhaila w Cyklu Feniańskim, będącym częścią mitologii irlandzkiej. Jest niejasne, czy jego ojcem był krótkotrwały wielki król Irlandii o imieniu Nuada III Necht, czy bóg Nuada, jeden z Tuatha Dé Danann, lub inna postać o podobnym imieniu. Nuada Airgetlám jest zazwyczaj ojcem Tagda ze śmiertelną kobietą. Żył na wzgórzu Almu.
Tadg miał córkę, Muirne, poszukiwaną przez wielu zalotników, w tym Cumhala, przywódcę Fianny. Tadg chciał odmówić im wszystkim, gdyż przewidywał, że małżeństwo jego córki spowoduje utratę przez niego rodowej siedziby. Ale Cumhal dopuścił się porwania Murine. Zatem Tadg zaapelował do wielkiego króla, Conna Stu Bitew, który wyjął Cumhala z pod prawa i ścigał go. Cumhal został zabity w bitwie pod Cuncha z ręki Golla mac Morny, który przejął przywództwo nad Fianną, ale Murine była już ciężarna. Tadg odrzucił swą córkę, rozkazując swemu ludowi ją spalić. Jednak Conn Stu Bitew zapobiegł temu, i wysłał Murine swojemu sojusznikowi, nakazując mu jej obronę. 
Syn Murine, Fionn, urodził się i dorastał w tajemnicy, i gdy dorósł przejął dowództwo Fionny od Golla, domagając się zadośćuczynienia, za śmierć ojca z ręki Tadga, grożąc wojną, lub pojedynkiem, jeśli Tadga mu odmówi. Tadg zaoferował Fionnowi swoją siedzibę na wzgórzu Almu, co Fionn zaakceptował.